# تقويم المزارع السومري

خريطة سومر

إن تقويم المزارع السومري هو أول تقويم مسجل للمزارعين. يرجع تاريخ تقويم المزارع إلى حوالي 1700 إلى 1500 قبل الميلاد. تم اكتشافه في عام 1949 من قبل بعثة أمريكية في العراق برعاية مشتركة من المعهد الشرقي لجامعة شيكاغو ومتحف الجامعة بجامعة بنسلفانيا.

## لوح
تقويم المزارع عبارة عن لوح صغير من الطين 3 بوصة (7.6 سـم) 4.5 بوصة (11 سـم) بنقش يزيد عمره عن 3500 عام. تم العثور عليها في موقع نيبور السومري القديم. كان لابد من استعادة الجهاز اللوحي بالكامل لأنه كان في حالة سيئة عند اكتشافه.
يحتوي "Nippur tablet" على 35 سطرًا من النص وهو جزء من منتصف المستند بالكامل. كانت أجزاء مختلفة من «البرايمر» الزراعي معروفة بالفعل في ثمانية ألواح طينية وشظايا أخرى قبل اكتشاف جزء نيبور. تحتوي وثيقة تقويم المزارعين السومريين الكاملة على 111 سطرًا من النص. تم صنعه في الأصل من قبل مزارع لابنه. الوثيقة لها أهمية قصوى في تاريخ الزراعة وتقنياتها. تتكون الوثيقة من سلسلة من التعليمات لغرض إرشاد واحد خلال أنشطتهم الزراعية السنوية.
قبل اكتشاف هذه الوثيقة كان هناك «كتيبان» مزارعان مشابهان معروفان منذ العصور القديمة. كان واحدا فيرجيل الصورة الزراعيات والآخر كان هسيود الصورة الأشغال وأيام . يعتبر «كتيب» هسيود، الذي كتب على الأرجح في القرن الثامن قبل الميلاد، أول تقويم معروف للمزارعين عُرف حتى ذلك الحين إلى أن حصل «تقويم المزارع السومري» على العنوان رسميًا في عام 1951. يسبق تقويم المزارع السومري تقويم هسيود بحوالي ألف عام.

## تعليمات
تبدأ التعليمات بغمر الحقول في الربيع وتنتهي بتنظيف وتذرية المحاصيل المحصودة حديثًا. كانت تربة سومر جافة لذا كان الري مهمًا. بدأت تعليمات التقويم بنصائح تتعلق بوضع الماء في الحقول والعناية بالأرض. تم توجيه المزارع للحصول على مساعدته في الإعداد المسبق لجميع الأدوات والأدوات الزراعية اللازمة. أُمر المزارع بالتأكد من أن لديه ثورًا إضافيًا للمحراث. كانت التعليمات هي أنه قبل الحرث، يجب على المزارع أن يكسر الأرض مرتين بواسطة المعول ومرة بواسطة المجرفة. كان من المقرر استخدام المطرقة لسحق الكتل. تم توجيه تعليمات للمزارع للتأكد من أن لديه مديرًا جيدًا للتحكم في العمال للتأكد من أنهم لم ينفصلوا.
كانت التعليمات الصادرة عن تقويم المزارعين السومريين للمزارع أن يحرث ثمانية أخاديد لكل قطاع من الأرض يبلغ طوله حوالي 20 قدمًا (6 أمتار). تم إجراء الحرث والبذر في وقت واحد. تم ذلك باستخدام بذرة. تم استخدام محراث به ملحق يحمل البذرة. أسقطت حاوية البذور من خلال قمع ضيق حتى أعماق الأخاديد المحروثة. كان يجب أن يكون العمق هو عرض إصبعين وإذا لم يكن يجب تعديل المحراث لجعله يخرج بهذه الطريقة.
كان من المقرر أن تحرث الأخاديد التي تم حراثة ها بشكل مستقيم هذا العام بشكل مائل في العام المقبل والعكس صحيح. يعطي التقويم تعليمات للمزارع لكي يصلي إلى نينكيليم، إلهة فئران الحقل والحشرات. كان هذا حتى لا تضر الآفات الحبوب عندما تبدأ في النمو. كانت هناك تعليمات خاصة حول موعد سقي الحبوب النامية. كانت هناك ثلاث مرات سقي مختلفة. إذا لاحظ المزارع احمرار الحبوب الرطبة، فإن مرض السمانة المخيف هو الذي يعرض المحاصيل للخطر. إذا خرج المحصول من هذا، فسيكون هناك سقي رابع ينتج عادة عشرة بالمائة إضافية.
عندما كان على المزارع أن يحصد الشعير، لم يكن عليه الانتظار، بل كان عليه أن يحصد في الوقت المناسب. كان هذا عندما وقف الشعير طويلًا ولم ينثني تحت ثقله. كان على ثلاثة رجال أن يقوموا بعملية الحصاد كفريق واحد باستخدام آلة حصادة وموثق. تم الدرس بواسطة مزلقة لمدة خمسة أيام. كان هذا جهازًا يتم سحبه ذهابًا وإيابًا فوق سيقان الحبوب المكدسة. ثم «فتح» الشعير بـ «فتاحة». قاد فريق من الثيران هذه الآلة البدائية لسحق الشعير (الحزم). ثم يتم تذرية الشعير والحبوب والحزم - (من الحزم) بالمذراة ووضعها على العصي لتنظيفها.
قال كاتب التقويم السومري للمزارع أن التعليمات الزراعية لم تكن تخصه، بل تعليمات الإله نينورتا، ابن الإله السومري إنليل و «المزارع الحقيقي». هذه الترجمة للنص الكامل من قبل كرامر. تمت إضافة العناصر الموجودة في (أقواس) للمعنى (بواسطة Kramer). الخط المائل كلمات سومرية أصلية.
(1-12) في الأيام الماضية، أمر المزارع ابنه:
عندما تكون على وشك السيطرة على حقلك (للزراعة)، انتبه جيدًا لفتح السدود والخنادق والتلال، (لذلك)، عندما تغمر الحقل، لن ترتفع المياه فيه.
عندما تفرغه من الماء، راقب أرض الحقل المبللة بالماء لتبقى أرضًا رجولية بالنسبة لك. دع الثيران الزائفة (أي الثيران التي تحمي حوافرها بطريقة أو بأخرى) تدوسها من أجلك؛ (و) بعد أن اقتلعت أعشابه (بواسطتهم) (و) جعل الحقل أرضًا مستوية،
من) ثلثي رطل لكل منهما. (بعد ذلك) دع عامل اللحام يستأصل حوافر الثور من أجلك (و)، قم بإخراجها؛ اجعل كل الشقوق تعمل بالسحب، واجعله يذهب بالفأس حول الحواف الأربعة للحقل.
(13-21)
أثناء تجفيف الحقل، دع مطيعك (الأسرة (القوى العاملة)) يعد أدواتك لك، وصنع شريط نير بسرعة، وعلق سياطك الجديدة على أظافرك، ودع الحرفيين يصلحون مقابض السياط المعلقة. دع البرونز..... أدواتك «انتبه إلى ذراعك»؛ اسمح للجلد «غلاف الرأس»، و goad ، و «فتاحة الفم»، (و) أن يدعمك (في الأمور التي تتطلب الانضباط والتحكم)؛ دع `` باندو - سلة فرقعة؛ (كل هذا) سيحقق لك دخلاً هائلاً.
(22-40) عندما يتم تزويد حقلك بما هو مطلوب، راقب عملك بدقة. بعد إضافة ثور إضافي إلى ثور المحراث - عندما يتم تسخير أحدهم إلى ثور آخر، يكون محراثهم أكبر من المحراث (العادي) - اجعلهم..... واحد «بر»؛ سوف يجعلون لك..... مثل العاصفة، بحيث يتم زرع ثلاث شعير في هذا البرعم. القوت في المحراث! (وهكذا) بعد أن عمل الحقل مع «بارديل» - محراث - (نعم) «بارديل» - محراث - (ثم) بعد أن نجحت في العمل مع "shukin" - المحراث، كرر (العملية). (بعد) بعد أن تم تسويته (الحقل)، (و) تمشيطه ثلاث مرات وسحقه جيدًا بمطرقة، دع مقبض سوطك يدعمك؛ لا تحتمل الكسل. الوقوف فوقهم (عمال الحقل) أثناء عملهم،
(و) لا تحتمل الانقطاعات. لا تشتت انتباه العاملين الميدانيين. نظرًا لأنهم يجب أن يستمروا في النهار (وبحلول) نجوم السماء لمدة عشرة (أيام)، يجب أن تنفق قوتهم في الحقل. (و) لا يجب أن يرقصوا عليك.
(41-47) عندما تكون على وشك حرث حقلك، دع محراثك يكسر البقايا نيابة عنك. اترك «غطاء فمك» للمحراث..... (و) اترك..... على مسمار ضيق. دع لوحات التشكيل الخاصة بك تنتشر إلى الجانب، وقم بإعداد الأخاديد الخاصة بك - في «مرقة» واحدة، قم بإعداد ثمانية أخاديد.
الأخاديد التي تم حفرها بعمق - سوف ينمو شعيرهم طويلاً.
(48-63) عندما تكون على وشك حرث حقلك، انتبه إلى الرجل الذي يضع بذور الشعير. دعه يسقط الحبوب بشكل موحد بعمق إصبعين، (و) استخدم شيكل من الشعير لكل «قرش». إذا لم تغرق بذور الشعير بشكل صحيح، قم بتغيير نصيبك، «لسان المحراث». إذا كان..... (إذن) يحرث الأخاديد المائلة حيث حرث الأخاديد المستقيمة، (و) يحرث الأخاديد المستقيمة حيث قمت بحرث الأخاديد المائلة. دع أخاديدك المستقيمة تجعل حدودك إلى حدود «تولو»؛ دع الأخاديد تجعل حدودك مستقيمة؛ (و) حرث «أب» - الأخاديد حيث ..... ؛ (ثم) دع كل كتلها تُزال؛ كل البقاع العالية تصنع اخاقا. (و) يتم تحويل جميع المنخفضات إلى أخاديد منخفضة - (كل هذا) (سيكون) مفيدًا للبرعم.
(64-72) بعد أن يخترق البرعم (سطح) الأرض، قُل صلاة للإلهة نينكيليم، (و) إبعاد الطيور الطائرة. عندما يملأ الشعير القاع الضيق للأخدود، سقي البذرة العلوية. عندما يقف الشعير عالياً مثل (قشة) حصيرة في منتصف القارب، سقيها (مرة رابعة)؛ (و) ستعطيك كمية إضافية من الشعير في كل عشرة (+10٪)
(73-86) عندما تكون على وشك حصاد حقلك، لا تدع الشعير ينحني على نفسه، (لكن) احصدها لحظة قوتها (كاملة). حصادة، رجل يقطف الشعير، ورجل [يضع الحزم] أمامه - هؤلاء الثلاثة (كفريق) يقومون بالحصاد من أجلك. يجب ألا تتسبب أعمال التجميع في أي ضرر؛ يجب ألا يمزقوا الحزم. أثناء الحصاد اليومي، كما هو الحال في «أيام الحاجة»، اجعل الأرض توفر القوت للصغار والباحثين وفقًا لعددهم (أي، على الأرجح، يجب أن يترك الحبوب الساقطة على الأرض للأطفال المحتاجين والمقتنعين قطف أو يقطف)؛
(و) دعهم ينامون (في حقلك) كما (في) المستنقع (المفتوح). بعد أن تحصل على ..... لا ..... (لكن) تحمص (بعض) الشعير، (بحيث) «صلاة الشعير» ستُتلى لك يوميًا. < br> (87-99) عندما تكون على وشك تذرية الشعير، دع أولئك الذين يزنون شعيرك [يجهزوا] لك (سلال) ثلاثين غور. اجعل أرضية البيدر الخاصة بك مستوية، (و) قم بترتيب `` الجور (-bins) (جاهز) للطريق. عندما تكون أدواتك [جاهزة] من أجلك، (و) يتم ترتيب عرباتك من أجلك، اجعل عربتك تتسلق تلال (الشعير) & ndash؛ يستغرق «درس التل» خمسة أيام. عندما تكون على وشك «فتح التل»
خبز عرا - خبز. عندما «تفتح» الشعير، ثبت أسنان الزلاجات بالجلد واترك البيتومين يغطي ..... ؛ عندما تكون على وشك ربط الثيران (إلى زلاجة البيدر)، دع رجالك الذين «يفتحون» الشعير يقفون بجانب الطعام (أي طعام الثيران).
(100-108) عندما تكدس فوق الشعير، قل «صلاة الشعير (الساكن) غير النظيف».
عندما تذري الشعير، انتبه إلى الرجال الذين يرفعون الشعير عن الأرض & ndash؛ يجب أن يرفعها اثنان من «رافعي الشعير». يوم تنظيف الشعير، ضعه على العصي، (و) قل صلاة مساءا وليل. (ثم) اجعل الشعير «منزوعًا» (من القشر) مثل (مع) ريح غامرة؛ (و) سيتم تخزين الشعير «غير المطبوخ» لك.
(109-111) (هذه) تعليمات نينورتا، ابن إنليل. يا نينورتا، فلاح إنليل الجدير بالثقة، مديحك جيد.

## الملاحظات
- كرامر، صموئيل نوح، التاريخ يبدأ في سومر ، دوبليداي، 1959، الأصل من جامعة ميشيغان
- كرامر، صموئيل نوح، التاريخ يبدأ في سومر، سبعة وعشرون «الأوائل» في تاريخ الإنسان المسجل ، مطبعة جامعة بنسلفانيا؛ الطبعة الثالثة (أبريل 1988)
- كرامر، صموئيل نوح، السومريون: تاريخهم وثقافتهم وشخصيتهم، 1963، 1971 (غلاف عادي)، ص 1–355. اللوحات والأشكال والملاحق AI ، I ، Farmer's Almanac ، الصفحات 340-342، الفهرس. [ ISBN في عداد المفقودين ]
- مدني، ميغيل، تعليمات المزارع. دليل زراعي سومري ، Aula Orientalis - ملحق 5 ؛ افتتاحية AUSA (برشلونة 1994)

## روابط خارجية
- Mauer، Gerlinde (1983). 15/Mauer15.pdf "Agriculture of the Old Babylonian Period" (PDF). Ancient Near Eastern Society. New York. ج. 15: 63–78. ISSN:0010-2016. مؤرشف من الأصل (PDF) في 2016-03-03. {{استشهاد بدورية محكمة}}: تحقق من قيمة |مسار أرشيف= (مساعدة)